# Hugo (trò chơi điện tử)
Trò chơi điện tử Hugo đề cập đến hơn chục trò chơi điện tử chuyển thể từ những mùa đầu tiên của chương trình giải trí tương tác Hugo của ITE (Đan Mạch) nằm trong nhượng quyền thương mại Hugo. Từ năm 1992 đến năm 2000, ITE sẽ phát triển và xuất bản nhiều bộ sưu tập khác nhau về các kịch bản khác nhau của một trò chơi cơ bản, cũng như các phiên bản cập nhật sau này của chúng, dành cho một số nền tảng máy tính và console, trong hầu hết các trường hợp chỉ nhắm mục tiêu riêng cho thị trường Châu Âu.
Các phiên bản Hugo cổ điển phát hành từ những năm 1990 là trò chơi hành động gần giống với phiên bản đầu tiên của chương trình trò chơi truyền hình dành cho trẻ em mà chúng dựa trên đó, trong đó người chơi hướng dẫn nhân vật chính là một chú quỷ lùn nhỏ, thân thiện,  để điều hướng an toàn qua các môi trường nguy hiểm trong một số minigame đa dạng nhưng đơn giản. Việc hoàn thành một loạt các kịch bản chính nhất định, sau đó là cảnh cuối cùng của trò chơi là Hugo đã giải cứu vợ con mình khỏi một mụ phù thủy độc ác hoặc tìm thấy một kho báu ẩn giấu.
Kể từ năm 2011, Krea Media (Hugo Games/5th Planet Games) đã phát triển một loạt trò chơi di động làm lại một số minigame cổ điển được chuyển thành endless runners. Một loạt trò chơi máy đánh bạc trực tuyến đầy cảm hứng cũng đã được ra mắt từ năm 2016.

## Lịch sử

### Trò chơi máy tính
Hai trò chơi trên Amiga, Hugo (có tựa ban đầu là Hugo - På Nye Eventyr: Del 1) và phần sau, Hugo 2 (ban đầu là Hugo - På Nye Eventyr: Del 2) được phát hành vào năm 1991 và 1992, được chuyển sang PC vào năm 1992–1993.  Chúng được phát hành lại dưới dạng bản tổng hợp năm 1994, Hugo (Hugo På Nye Eventyr), và được chuyển sang PC với tên gọi Hugo (Hugo: Äventyret Går Vidare) vào năm 1995–1996. Cả hai trò chơi đều tương tự như trò chơi truyền hình dành cho trẻ em cùng tên trong đó thí sinh sẽ cố gắng hoàn thành các chuỗi trò chơi để thu thập điểm và tránh chướng ngại vật bằng điện thoại và các trò chơi kết thúc giống hệt trò chơi gốc với những gì được thấy trên TV.
Các bản phát hành PC sau này gồm có Hugo 3 đến Hugo 6, Hugo: Wild River (1998), và các phần tổng hợp cập nhật của chúng Hugo Gold (1998), Hugo Platin (1999) và Hugo XL (1999). Furthermore, several of the releases were partially incorporated into 2000's Hugo - Die Geburtstagsparty and Hugo Safari (both of which were also based on newer Hugo works) and the Hugo Classic Collection (compiling the first titles). Phần sau bao gồm bảy hoặc tám bản phát hành (tùy thuộc vào quốc gia), bao gồm Hugo Classic 1-4 dựa trên loạt gốc (ngoài Hugo Classic 5-6 dựa trên Hugo: Jungle Island).

### Trò chơi Console
Hai trò chơi PlayStation sử dụng lại tựa đề Hugo (1998) and Hugo 2 (1999), là những phiên bản làm lại một phần của trò chơi máy tính.  Chúng có cùng một kịch bản nhưng có đồ họa và âm thanh được cải tiến (bao gồm các bản nhạc cho từng màn), cộng với hoạt ảnh mở đầu được kết xuất trong trò chơi thứ hai. Ý tưởng ban đầu đầy tham vọng hơn, hứa hẹn "một cốt truyện mới cho Hugo và những kịch bản mới đặc biệt sử dụng cả công nghệ 2D và 3D."
Hugo cũng được Laguna và Infogrames chuyển sang Game Boy với tên gọi Hugo 2 vào năm 1997. Phiên bản này có đồ họa và lối chơi đơn giản hóa và sau đó được chuyển sang Game Boy Color bởi Bit Managers và Infogrames vào năm 1999 với tựa đề Hugo 2½.

## Nội dung
Trong câu chuyện thông thường của trò chơi, một phù thủy độc ác tên là Scylla (thường được đặt tên khác nhau ở nhiều quốc gia khác nhau, bao gồm cả Afskylia trong phiên bản gốc của Đan Mạch) đến nhà của gã quỷ lùn Hugo và một lần nữa bắt cóc vợ anh là Hugolina và ba đứa con nhỏ của họ (Rit, Rat và Rut) vì cô cần chúng để làm đẹp một cách kỳ diệu. Hugo phải trải qua một loạt cuộc phiêu lưu mạo hiểm để tiếp cận và giải cứu Hugolina và các con, thậm chí có thể loại bỏ Scylla đáng ghét và độc ác để mang lại hòa bình cho Troll Forest Rừng Quỷ Lùn). Tuy nhiên, mụ phù thủy đã chuẩn bị kỹ lưỡng cho Hugo khi bà theo dõi sự tiến bộ của anh thông qua quả cầu pha lê và sử dụng phép thuật để ngăn chặn anh, trước đó đã đặt đủ loại bẫy quanh co trên nhiều con đường khác nhau dẫn đến một trong những "hang đầu lâu" của cô. Điển hình là khi Hugo đến được nơi ẩn náu của Scylla, mụ phù thủy sẽ đích thân gặp quỷ lùn với niềm tin rằng hắn không thể thắng và giờ cô phải bị đánh bại bằng cách này hay cách khác để thực sự kết thúc trò chơi. Một số phiên bản còn có các đoạn kết thúc thay thế thậm chí có thể không có Scylla.
Bản phát hành PlayStation Hugo 2 độc đáo ở phần cốt chuyện của trò chơi tiếp tục từ nơi phần đầu tiên sau khi rời đi, nơi gia đình của Hugo đã được giải cứu nhưng ác nhân Scylla đã bỏ trốn và giờ quay lại để trả thù. Khi Hugo đang trở về nhà trên một chiếc máy bay cũ cùng những người thân yêu của mình sau lễ kỷ niệm, Scylla bay đến lâu đài chính của cô, nơi cô làm phép thuật để có được sức mạnh trên các đám mây để bắt Hugolina một lần nữa và phá hủy máy bay. Các con của Hugo đều nhảy dù xuống trước khi máy bay của anh rơi xuống vùng núi tuyết. Một lần nữa, Hugo cần phải vượt qua nhiều mối nguy hiểm đang rình rập trước mắt để cứu vợ anh thoát khỏi tay Scylla, kẻ luôn dùng mọi phép thuật xảo quyệt và đen tối của mình để ngăn cản anh. Lần này, trước tiên anh cũng cần phải tìm ba đứa con mất tích của mình trên đường đi.
Phiên bản di động Hugo 2/Hugo 2½ cũng rất đặc biệt vì Scylla đã tự mình bắt được Hugo và anh phải trốn thoát khỏi cô ta và đoàn tụ với Hugolina.

## Lối chơi
Người chơi phải hoàn thành một số minigame bao gồm các sự kiện thời gian nhanh lặp lại, các phần giải đố đơn giản và đoán. Hầu hết trong số đó sử dụng đồ họa 2D hoặc 2.5D và có nhân vật Hugo được điều khiển bằng bàn phím hoặc cần điều khiển khi Hugo sử dụng nhiều phương tiện di chuyển khác nhau để vượt qua các cấp độ. Hugo thường sẽ bắt đầu mỗi phần chơi với ba mạng sống, với một cảnh cắt cảnh có liên quan khi bất kỳ mạng sống nào bị mất. Trong trò chơi, Hugo (lồng tiếng Đan Mạch bởi Michael Brockdorf và tiếng Đức bởi Michael Habeck, Oliver Grimm và Oliver Baier) và Scylla (lồng tiếng Đan Mạch bởi Winnie Engell và bằng tiếng Đức bởi Karin Kernke) giao tiếp với người chơi bằng giọng nói số hóa, đồng thời có thể đập (hoặc làm xước) màn hình từ bên trong, làm vỡ bức tường thứ tư.

### Các minigame
Theo thứ tự phát hành:
- "Labyrinth": Hugo phải tìm đường đi qua một mê cung dưới lòng đất, tránh thuốc nổ và các toa xe được khai thác trước khi hộp TNT phá hủy mê cung. Hoàn thành phần chính, Hugo sẽ phải băng qua một cây cầu treo nguy hiểm trước khi đối mặt với ba cánh cửa, một trong số đó dẫn đến phòng chứa kho báu. Xuất hiện lần đầu trong Skærmtrolden Hugo (trò chơi Hugo gốc được phát hành cho Commodore 64, Amiga và DOS vào năm 1990-1991), và sau đó được sử dụng lại trong Hugo Gold, Hugo Die Geburtstagsparty,[15] và ở dạng làm lại trong Hugo Retro Mania.
- "Handcar" (hay "Train"): Hugo tìm thấy dấu vết cũ dẫn tới hang ổ của Scylla.  Người chơi giúp con troll và xe tay của nó đến đích bằng cách thay đổi đường ray, né tránh đầu máy hơi nước đang lao tới và thu thập túi vàng.  Được giới thiệu trong Hugo - På Nye Eventyr và Hugo I/II (PC), Hugo Gold, Hugo XL, Hugo Die Geburtstagsparty, Hugo Classic 1 (PC), Hugo (PlayStation) và ở dạng làm lại trong Hugo Troll Race.[16]
- "Plane": Hugo bay máy bay hai tầng cánh vượt qua cơn giông bão dữ dội do Scylla triệu tập về phía hang ổ của cô, tránh những đám mây sét và bóng bay mang bom trong khi thu thập vàng. Đã được giới thiệu trong Hugo - På Nye Eventyr Del 2 và Hugo I/II (PC), và được làm lại cho Hugo Gold, Hugo XL, Hugo Safari, Hugo Classic 1 và Hugo (PlayStation).[17] Cũng được giới thiệu dưới dạng làm lại trong Hugo: The Magic Journey.
- "Forest": Hugo chu du trong rừng để tìm kiếm nơi ẩn náu của Scylla trong khi tránh những cái bẫy do Scylla giăng ra, một kẻ nào đó cũng gửi một đám mây bão bao trùm khu rừng khi cô phát hiện ra rằng Hugo đang trên đường đến (toàn bộ khu rừng trở nên tối tăm và xấu xa).  Được giới thiệu trong Hugo - På Nye Eventyr Del 2 và Hugo I/II (PC), Hugo Gold, Hugo XL, Hugo Classic 1 và  Hugo (PlayStation).[18] Được làm lại cho Hugo Rainforest với tất cả đồ họa mới và các chướng ngại vật khác nhau (tương tự như trong Swamp), đồng thời cuộn sang trái và không phải. Phiên bản này cũng được đưa vào Hugo Classic 4.
- "Mountaineering" (hay "Mountain"): Hugo chạy vòng quanh một ngọn núi trên con đường vách đá dẫn đến hang ổ của Scylla trên đỉnh núi trong khi né những tảng đá và vực sâu khổng lồ và cố gắng thu thập những túi vàng. Được giới thiệu trong Hugo - På Nye Eventyr, Hugo I/II (PC), Hugo Gold, Hugo XL, Hugo Safari, Hugo  Cổ điển 1 và Hugo (PlayStation).[19]
- "Minetrack": Scylla ẩn náu trong một khu mỏ bỏ hoang và Hugo lao xuống hầm mỏ để tìm lối vào hang ổ của cô, tránh chướng ngại vật ở phía trên đường hầm và hành lang và thu thập vàng. Được giới thiệu trong Hugo 6, Hugo Die Geburtstagsparty, Hugo Classic 4 và Hugo 2 (PlayStation).[20]
- "Scuba": Hugo lặn qua sông, tránh các sinh vật dưới nước và thu thập các rương kho báu. Hugo phải tiếp tục nổi lên để bổ sung không khí và luôn rẽ đúng hướng để tránh thác nước. Đã được giới thiệu trong Hugo 3, Hugo Gold, Hugo XL và Hugo (PlayStation).[21]
- "Ice Cavern": Hugo đã tìm thấy một lối vào bí mật phía sau hang ổ của Scylla, nhưng trước tiên anh cần phải vượt qua một vực sâu lớn bằng cách nhảy qua những cột băng đang di chuyển trong khi thu thập ba vật phẩm ma thuật, thứ tự của chúng phải được ghi nhớ chính xác để mở cánh cửa khi đến được nó. Hugo  cũng cần phải liên tục di chuyển để tránh các bẫy được kích hoạt.[22] Đã được giới thiệu trong Hugo 3 (PC), Hugo Gold, Hugo 2 (PlayStation), Hugo Platin và Hugo The Birthday Party.[23]
- "Lumberjack": Hugo trôi xuôi dòng trên những khúc gỗ trôi nổi, nhảy giữa những khúc gỗ để tránh cành cây và thu thập bao tải vàng. Nếu Hugo đứng trên khúc gỗ quá lâu sẽ mất thăng bằng. Đã được giới thiệu trong Hugo 3, Hugo Gold, Hugo XL và Hugo (PlayStation).[24]
- "Skateboard": Hugo trượt xuống một nửa ống bằng gỗ trong khi tránh những tảng đá, hố cầu và đập hải ly, đồng thời thu thập các túi vàng. Đã được giới thiệu trong Hugo 3, Hugo Gold, Hugo XL, Hugo Die Geburtstagsparty và Hugo (PlayStation).[25] Cũng được làm lại hoàn toàn cho Hugo Troll Race 2.
- "Balloon": Hugo lái một khinh khí cầu lao xuống hẻm núi sông đến nơi ẩn náu của Scylla trong khi tránh chướng ngại vật. Khi khinh khí cầu của mình bị thủng, Hugo phải hạ cánh khẩn cấp xuống đáy khe núi mà không chạm vào vách đá. Đã được giới thiệu trong Hugo 4, Hugo Platin và Hugo Classic 2 (PC).[26]
- "Dolmen Cave": Một kịch bản "Mê cung" được sửa đổi trong đó Hugo điều hướng một mê cung dưới lòng đất bị ma ám để lên đến đỉnh núi và đi vào hang ổ của Scylla từ bên dưới. Người chơi phải nhanh chóng tìm ra con đường phù hợp, tránh mọi nguy hiểm để đến được thang máy trước khi Scylla triệu hồi lũ lụt tràn vào mê cung và nhấn chìm anh. Đã được giới thiệu trong Hugo 4, Hugo Platin, Hugo Die Geburtstagsparty và Hugo Classic 2 (PC).[27]
- "Moor" (hay "Swamp"): Hang động của Scylla được bao quanh bởi một đầm lầy ma quái mà Hugo phải tránh các hố bùn và bầy chim trong khi bị một đàn dơi truy đuổi, trước khi giải câu đố để mở cánh cổng dẫn đến nơi ẩn náu của Scylla. Đã được giới thiệu trong Hugo 6, Hugo Classic 4 và Hugo 2 (PlayStation).[28]
- "Snowboard": Hugo trượt tuyết xuống một ngọn đồi, đi theo hướng tới hang ổ của Scylla.  Thật không may, mụ phù thủy biết kế hoạch của Hugo và đã gây ra một trận tuyết lở, khiến trò chơi thêm đồng hồ tích tắc. Con đường thường bị chia cắt, để lại một số ngõ cụt và đi qua những con dốc nhanh và chậm khi Hugo đu người trên ván trượt tuyết của mình để tránh những quả bóng tuyết khổng lồ và thu thập vàng. Đã được giới thiệu trong Hugo 4, sau đó được làm lại hai lần, lần đầu cho cả Hugo Platin và Hugo Classic 2, sau đó là cho Hugo 2 (PlayStation).[29]
- "Nimbus" (hay "Motoracer"): Hugo lái một chiếc mô tô Nimbus, Hugo điều hướng một con đường núi cũ dẫn đến một hang ổ khác của Scylla, né dê, ổ gà, đá và các chướng ngại vật khác.  Người chơi phải vừa thu thập xăng vừa theo dõi bản đồ và chỉ đạo cho Hugo. Đã được giới thiệu trong Hugo 4, Hugo Platin, Hugo Die Geburtstagsparty và Hugo Classic 2.[30] Đây cũng là một trong những minigame bị cắt giảm từ Hugo 2 cho PlayStation.
- "Parachute": Hugo được phóng từ máy ném đá để nhảy dù xuống hang ổ của Scylla trên một hòn đảo nhỏ, né tránh bầy chim, bóng bay mang bom và mây bão trong khi thu thập túi vàng.  Đã được giới thiệu trong Hugo 5, Hugo Platin và Hugo Classic 3 (PC).[31] Đây cũng là một trong những minigame bị cắt giảm từ Hugo 2 cho PlayStation.
- "Sledge": Hugo trượt xuống một ngọn đồi, tránh thuốc nổ, chim, người tuyết và quả bóng tuyết trong khi thu thập túi vàng. Đã được giới thiệu trong Hugo 5, Hugo Platin, Hugo Classic 3 và Hugo 2 (PlayStation).[32]
- "Cliffhanger": Hugo leo lên trên sườn núi lửa trong khi tránh những tượng đầu thú bốc lửa, những vụ phun trào dung nham quả cầu lửa và vụ nổ hỗn loạn cũng như thu thập các túi vàng. Anh cũng phải lên tới đỉnh trước khi Scylla bay tới đó. Đã được giới thiệu trong Hugo 5, Hugo Platin, Hugo Die Geburtstagsparty, Hugo Classic 3 và Hugo 2 (PlayStation).[33]
- "Log Bridge": Hugo băng qua hẻm núi bằng cách nhảy qua những thân cây có ngọn bằng phẳng và một cây cầu được đặt kỳ lạ trong khi tránh thuốc nổ, hải ly và bẫy thép. Ở rìa đường đua là những con cú và ếch theo thứ tự cụ thể mà người chơi cần phải ghi nhớ. Được giới thiệu trong Hugo 5, Hugo Platin và Hugo Classic 3.[34]
- "Rolling Stones": Hugo (chạy về phía màn hình) chạy trốn khỏi những tảng đá khổng lồ, tránh những chướng ngại vật như ngõ cụt, rễ cây và hố dung nham. Nếu Hugo hết thời gian, ngòi nổ do Scylla thắp sáng sẽ chạm tới thùng bột làm nổ tung cầu treo, nhưng trên đường đi anh cũng phải tìm ra manh mối về cách mở cổng vào hang ổ của cô sau khi qua cầu an toàn.  Nó được giới thiệu trong Hugo 6 và Hugo Classic 4.[35] It was also one of the cut levels from Hugo 2 for the PlayStation. The scenario was almost completely remade for the end-level boss fights against Scylla in Hugo Troll Race 2.
- "Wild River": Hugo cưỡi một chiếc thùng xuôi dòng sông, dẫn thẳng vào một hang ổ khác của Scylla, đồng thời tránh những xoáy nước và những tảng đá. Có những đoạn thác nước mà Hugo phải đóng nắp thùng và hướng mình sang trái hoặc phải, sử dụng bản đồ để tìm đường. Đã được giới thiệu trong Hugo 6, Hugo Die Geburtstagsparty và Hugo Classic 4.[36] Đây cũng là một trong những minigame bị cắt giảm từ Hugo 2 cho PlayStation.

Hugo dành cho PlayStation cũng có kịch bản "Núi lửa" từ Jungle Island dưới dạng một trò chơi nhỏ có phần thưởng ẩn.

### Các kết thúc
Nếu người chơi cố gắng hoàn thành cuộc hành trình và về đích, Hugo sẽ tiến tới một trong những trò chơi nhỏ cuối cùng đóng vai trò là trò chơi thưởng thêm:
- "Rope" (or "Skull Cave"): Cảnh kết thúc nguyên gốc và thường xuyên nhất của trò chơi thường là Scylla. Cuối cùng, Hugo cũng đến trước mặt mụ phù thủy đang giam giữ gia đình anh trong một cái lồng, và bây giờ anh phải đoán và chọn đúng một trong ba sợi dây để có cơ hội đánh bại Scylla trong một cảnh hoàn toàn dựa vào may mắn. Hai sợi dây sẽ luôn giải thoát gia đình Hugo nhưng lại thay đổi số phận của Scylla. Cô sẽ chạy trốn bằng cách biến mình thành một con đại bàng để bay đi, điều này sẽ nhân đôi số điểm tổng thể, hoặc cuối cùng cô sẽ bị trói một cách kỳ diệu bằng một sợi dây thừng và nhanh chóng lao thẳng ra ngoài cửa sổ từ bệ phóng lò xo, tăng gấp ba lần số điểm trong kết quả tốt nhất (một số phiên bản đưa ra số điểm bổ sung lên tới 2026 điểm thay vì nhân số điểm khi chiến thắng).  Tuy nhiên, nếu Hugo chọn hoàn toàn sai, chính anh là người bị trói và phóng ra khỏi hang ổ theo cách tương tự, thất bại nghiêm trọng khiến điểm số của trò chơi không thay đổi.[38][39] Xuất hiện trong Hugo - På Nye Eventyr, Hugo I/II(PC), Hugo 3, Hugo 4, Hugo 5, Hugo 6, Hugo Gold, Hugo Platin, Hugo XL, Hugo Die Geburtstagsparty, Hugo Safari, Hugo Rainforest, Hugo (PlayStation), và Hugo Classic 1-4, và ở dạng sửa đổi trong Hugo Retro Mania, cũng xuất hiện trong trò chơi đánh bạc trực tuyến Hugo.
- "Key": Hugo phải chọn đúng chìa khóa để mở rương kho báu của Scylla. Nếu anh đoán sai hoặc mất quá nhiều thời gian để lựa chọn, một trong hai cái bẫy sẽ kích hoạt và bắt giữ anh.  Xuất hiện trong Hugo 3, Hugo 4, Hugo 5, Hugo 6, Hugo Gold, Hugo Platin, Hugo Die Geburtstagsparty, Hugo Safari và Hugo Classic 1-4.[40]
- "Lightning Bolt" (hay "Witch"): Hugo phải nhảy qua một bàn cờ lớn để lấy chìa khóa và mở cánh cửa dẫn đến căn phòng kho báu của Scylla trong lâu đài của cô (phòng giam của Hugolina trong trò chơi PlayStation thứ hai), tránh những phép thuật tia sét do Scylla triệu hồi từ ban công phía trên cùng với tất cả những người còn lại và mạng sống còn lại từ trò chơi chính theo ý của anh. Một số phiên bản bao gồm giới hạn thời gian dưới dạng bom nổ, một số khác có túi vàng để tùy ý thu thập. Xuất hiện trong Hugo 3, Hugo 4, Hugo 5, Hugo 6, Hugo Gold, Hugo Platin, Hugo Die Geburtstagsparty, Hugo Safari, Hugo 2 (PlayStation) và Hugo Classic 1-4.[41]

Một số trò chơi có các minigame cuối cùng thay thế không diễn ra trong hang ổ của Scylla:
- "Apple Harvest": Sau cuộc chạm trán với hình ảnh ba chiều Scylla, hai đứa con của Hugo ném táo từ trên cây trong khi Hugo cố gắng bắt đủ táo vào giỏ để làm nước trái cây. Xuất hiện trong Hugo Platin.[42]
- "Magic Hands": Một trò chơi đoán mò trong đó người chơi quan sát Rut, một trong những đứa con của Hugo, đặt một hạt dưới một chiếc vỏ và xáo trộn một số vỏ và phải chọn chiếc vỏ có hạt bên dưới. Xuất hiện trong Hugo Platin và Hugo XL và được giấu trong Hugo dành cho PlayStation (người chơi cần hoàn thành trò chơi ở chế độ giải trí, thu thập tất cả tiền thưởng, sau đó hoàn thành thành công phần cuối của Ropes cảnh mà không để Scylla trốn thoát.[43]).
- "Fireflies": Kết thúc này chỉ được phát hành cho chương trình truyền hình. Trong trò chơi này, Hugo muốn đọc một cuốn sách về một con đom đóm khi đèn tắt. Sau đó, anh vào rừng để bắt đom đóm. Người chơi cần điều khiển Hugo đến phía bên trái của con đom đóm và thu thập nó bằng lưới của mình, sau đó đưa nó cho hải ly trong chiếc cốc thần kỳ của mình. Khi thời gian kết thúc, người chơi sẽ có kết quả là đã thu thập được bao nhiêu con đom đóm.

## Đón nhận
Trò chơi nhận được nhiều đánh giá trái chiều và thường tiêu cực. Theo Francisco Delgada từ tạp chí pcmanía của Tây Ban Nha, tuy Hugo "không phải là một trò chơi tệ", nhưng nó "hơi nhạt nhẽo và lặp đi lặp lại, đặc biệt là vì phiên bản trò chơi điện tử chỉ khác với [trò chơi] truyền hình ở sự khó khăn của nó". Arkadiusz Matczyński từ tạp chí Świat Gier Komputerowych của Ba Lan đã giới thiệu đây là một trò chơi "tuyệt vời" dành cho người dùng Amiga trẻ tuổi, nhưng lưu ý rằng những khán giả trưởng thành hơn có thể nhanh chóng cảm thấy nhàm chán.
Các bài đánh giá về PlayStation thường khắc nghiệt hơn nhiều. Mike Goldsmith từ Arcade đã viết về các bản phát hành PlayStation: "Được quảng cáo là 'thiết kế dành cho trẻ em từ 6 tuổi trở lên, Hugo tốt nhất sẽ trông đơn giản, tệ nhất là trịnh trọng - thật đáng xấu hổ khi xét đến chất lượng  của các trò chơi giải trí giáo dục có thể được chuyển từ PC và Mac". Tạp chí Maniac của Đức gọi chúng là một trong những game PlayStation tệ nhất. Năm 2003, PlanetStation trước đó đã cho cả Hugo và Hugo 2 điểm thấp nhất có thể là 1 sao, đã đưa Hugo vào danh sách năm trò chơi tệ nhất trong 50 số tạp chí. Nhìn lại, PlayStation Official Magazine đã liệt kê Hugo, được mô tả là "thứ rác rưởi đẫm máu", đứng đầu danh sách những nhân vật PlayStation tồi tệ nhất. Vào năm 2012, Game Informer đã thực hiện một video cổ điển có phần Phát lại nhằm chế nhạo PlayStation Hugo và Bubsy 3D.
Tuy nhiên, loạt trò chơi đã thành công lớn về mặt thương mại. Trò chơi PC đầu tiên vẫn là trò chơi PC đĩa mềm bán chạy số 1 tại Đức trong một thời gian dài vào năm 1995, kể cả vào tháng 3, tháng 6, tháng 7, tháng 10, và năm 1995, cũng như trò chơi  trên Amiga 500 bán chạy số 1 vào tháng 9 năm 1996, trong khi Hugo 3 đứng thứ 2 khi ra mắt năm 1996. Trước đây, Hugo là một trong những trò chơi máy tính bán chạy nhất ở Tây Ban Nha vào năm 1992. Vào tháng 8 năm 1998, Hugo 2 dành cho Game Boy đã nhận được giải thưởng doanh số "Vàng" từ Verband der Unterhaltungssoftware Deutschland (VUD), cho thấy doanh số bán hàng ít nhất 100.000 chiếc trên khắp các nước Đức, Áo và Thụy Sĩ. Đây là trò chơi GB bán chạy thứ 2 ở Đức vào tháng 9 năm 1999. Do đó, Hugo Gold đã được vinh danh là Tác phẩm kinh điển của tháng tại Computerspielemuseum Berlin.

## Di sản

### Trò chơi slot trực tuyến
Trò chơi slot trực tuyến Hugo dựa trên trò chơi này được Play'n GO phát triển vào năm 2016 (ở Đan Mạch, được phát hành độc quyền cho RoyalCasino.dk). Câu chuyện của nó liên quan đến việc tìm kiếm kho báu trong hầm mỏ và giải cứu Hugolina khỏi Afskylia/Scylla. Tiếp theo đó là Hugo 2 một phần dựa trên Ice Cavern vào năm 2018. Phần năm 2019, Hugo's Adventure có các yếu tố từ minigame máy bay và dây thừng. Hugo Carts, lấy cảm hứng từ kịch bản đường hầm mỏ nhưng có Hugo và Hugolina hợp tác chống lại Scylla, được phát hành vào năm 2021. Một trò chơi slot khác, Hugo Legacy có chủ đề lấy cảm hứng từ đường hầm mỏ cùng với phiên bản mang tính biểu tượng của trò chơi cuối sợi dây, được phát hành vào năm 2023.